# Valerio Grond
Valerio Grond (* 26. Oktober 2000 in Monstein) ist ein Schweizer Skilangläufer.

## Werdegang
Grond, der für den SC Davos startet, nahm bis 2020 an U18- und U20-Rennen im Alpencup teil. Bei den Nordischen Junioren-Skiweltmeisterschaften 2018 in Goms gewann er die Bronzemedaille im Sprint. Zudem belegte er dort den 48. Platz über 10 km klassisch und den neunten Rang mit der Staffel. Bei den Nordischen Junioren-Skiweltmeisterschaften 2020 in Oberwiesenthal holte er die Silbermedaille im Sprint und errang zudem den vierten Platz mit der Staffel. Zu Beginn der Saison 2020/21 startete er in Ulrichen erstmals im Alpencup und kam dabei auf den vierten Platz im Sprint. In der folgenden Woche debütierte er in Davos im Skilanglauf-Weltcup und holte dabei mit dem sechsten Platz im Sprint seine ersten Weltcuppunkte. Im Februar 2021 belegte er bei den U23-Weltmeisterschaften in Vuokatti den 12. Platz im Sprint und den 11. Rang mit der Staffel und bei den Nordischen Skiweltmeisterschaften 2021 in Oberstdorf den 36. Platz im Sprint. In der Saison 2021/22 gewann er bei den U23-Weltmeisterschaften 2022 in Lygna die Goldmedaille im Sprint und belegte bei den Olympischen Winterspielen 2022 in Peking den 18. Platz im Sprint. Zudem siegte er bei den Schweizer Meisterschaften 2022 mit der Staffel und errang im Sprint den dritten Platz.

## Siege bei Continental-Cup-Rennen
| Nr. | Datum          | Ort                     | Disziplin       | Serie    |
| --- | -------------- | ----------------------- | --------------- | -------- |
| 1.  | 8. Januar 2022 | St. Ulrich am Pillersee | Sprint Freistil | Alpencup |

## Teilnahmen an Weltmeisterschaften und Olympischen Winterspielen

### Olympische Spiele
- 2022 Peking: 18. Platz Sprint Freistil

### Nordische Skiweltmeisterschaften
- 2021 Oberstdorf: 36. Platz Sprint klassisch
- 2025 Trondheim: 2. Platz Staffel, 8. Platz Teamsprint klassisch, 9. Platz Sprint Freistil

## Platzierungen im Weltcup

### Weltcup-Statistik
Die Tabelle zeigt die erreichten Platzierungen im Einzelnen.
- 1.–3. Platz: Anzahl der Podiumsplatzierungen
- Top 10: Anzahl der Platzierungen unter den ersten zehn
- Punkteränge: Anzahl der Platzierungen innerhalb der Punkteränge
- Starts: Anzahl gelaufener Rennen in der jeweiligen Disziplin
- Hinweis: Bei den Distanzrennen erfolgt die Einordnung gemäss FIS.

| Platzierung               | Distanzrennen a | Distanzrennen a | Distanzrennen a | Distanzrennen a | Distanzrennen a | Skiathlon Verfolgung | Sprint | Etappen- rennen b | Gesamt | Team   | Team    |
| Platzierung               | ≤ 5 km          | ≤ 10 km         | ≤ 15 km         | ≤ 30 km         | > 30 km         | Skiathlon Verfolgung | Sprint | Etappen- rennen b | Gesamt | Sprint | Staffel |
| ------------------------- | --------------- | --------------- | --------------- | --------------- | --------------- | -------------------- | ------ | ----------------- | ------ | ------ | ------- |
| 1. Platz                  |                 |                 |                 |                 |                 |                      |        |                   |        |        |         |
| 2. Platz                  |                 |                 |                 |                 |                 |                      |        |                   |        | 2      |         |
| 3. Platz                  |                 |                 |                 |                 |                 |                      | 1      |                   | 1      | 1      |         |
| Top 10                    |                 |                 |                 |                 |                 |                      | 15     |                   | 15     | 7      | 2       |
| Punkteränge               |                 | 2               |                 | 1               |                 |                      | 38     |                   | 41     | 7      | 3       |
| Starts                    |                 | 4               | 1               | 4               |                 | 3                    | 40     |                   | 52     | 7      | 3       |
| Stand: Saisonende 2024/25 |                 |                 |                 |                 |                 |                      |        |                   |        |        |         |

### Weltcup-Gesamtplatzierungen
| Saison  | Gesamt | Gesamt | Distanz | Distanz | Sprint | Sprint |
| Saison  | Punkte | Platz  | Punkte  | Platz   | Punkte | Platz  |
| ------- | ------ | ------ | ------- | ------- | ------ | ------ |
| 2020/21 | 71     | 62.    | –       | –       | 71     | 24.    |
| 2021/22 | 79     | 54.    | –       | –       | 79     | 28.    |
| 2022/23 | 507    | 30.    | –       | –       | 507    | 13.    |
| 2023/24 | 763    | 27.    | 28      | 102.    | 735    | 7.     |
| 2024/25 | 492    | 28.    | 53      | 89.     | 439    | 9.     |